# SM Mall of Asia
SM Mall of Asia (lokal auch häufig nur MOA genannt) ist der Name eines Einkaufszentrums in Pasay City (Metro Manila). Das am 21. Mai 2006 eröffnete Einkaufszentrum war zu diesem Zeitpunkt das größte auf den Philippinen und nach einer Erhebung des Forbes Magazines aus dem Jahre 2007 zu jener Zeit das drittgrößte weltweit. Den Status der größten Mall auf den Philippinen musste die Mall of Asia jedoch Ende 2008 an die SM City North EDSA abgeben, nachdem dieses ursprünglich 1985 eröffnete Einkaufszentrum erweitert und ausgebaut wurde.
Die SM Mall of Asia befindet sich am südlichen Ende der EDSA in Pasay Stadt, auf einem 20 Hektar großen Gelände direkt an der Manilabucht gelegen. Sie hat eine Nutzfläche von 386.224 Quadratmetern.
Das Gebäude sollte ursprünglich zu Weihnachten 2005 eröffnet werden, doch aufgrund von Lieferproblemen mit Baumaterialien verspätete sich die Fertigstellung um fünf Monate. Neben über 500 Einzelhandelsgeschäften beherbergt das Einkaufszentrum auch Arztpraxen, Filialen aller großen Banken, eine große Eisbahn, ein IMAX-Kino, sowie eine Kirche und ein Wissenschaftsmuseum. Täglich besuchen etwa 200.000 Menschen die Mall of Asia, an Wochenenden sind es teilweise zwischen einer halben und einer Million Besucher.
An das öffentliche Nahverkehrsnetz ist die Mall of Asia mittels Bus- und Jeepney-Linien angebunden.
Shopping Malls erfreuen sich auf den Philippinen sehr großer Beliebtheit. Häufig sind sie Treffpunkt oder Ausflugsziel für ganze Familien, nicht zuletzt auch wegen der im tropischen Klima der Philippinen angenehmen klimatisierten Kühle. Da für den Zugang kein Eintrittsgeld fällig wird, bieten Einkaufszentren wie die Mall of Asia auch für einkommensschwache Menschen eine willkommene Abwechslung, und sei es nur zum „Window Shopping“.
Auf der Rückseite der Mall of Asia, zur Manilabucht hingewandt, befindet sich der „SM By the Bay“-Vergnügungspark. Hierbei handelt es sich um eine Anzahl von Fahrgeschäften, welche sich entlang der Uferpromenade aufreihen. Die markanteste Attraktion hierunter ist das 2011 in Betrieb genommene „MOA Eye“, mit 55 Metern Durchmesser das größte Riesenrad der Philippinen. Südlich auf dem Außengelände befindet sich die Multifunktionshalle SM Mall of Asia Arena.

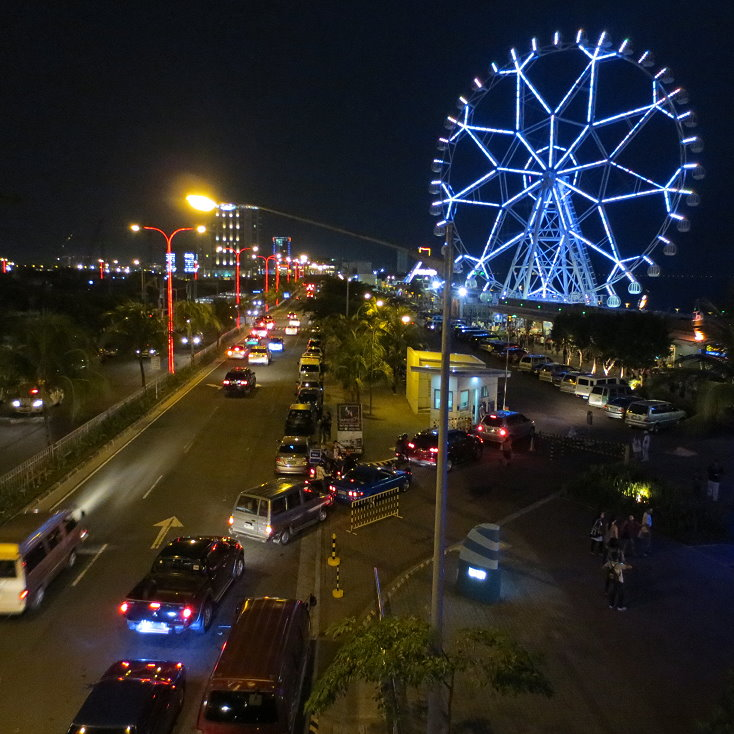
Riesenrad „MOA Eye“
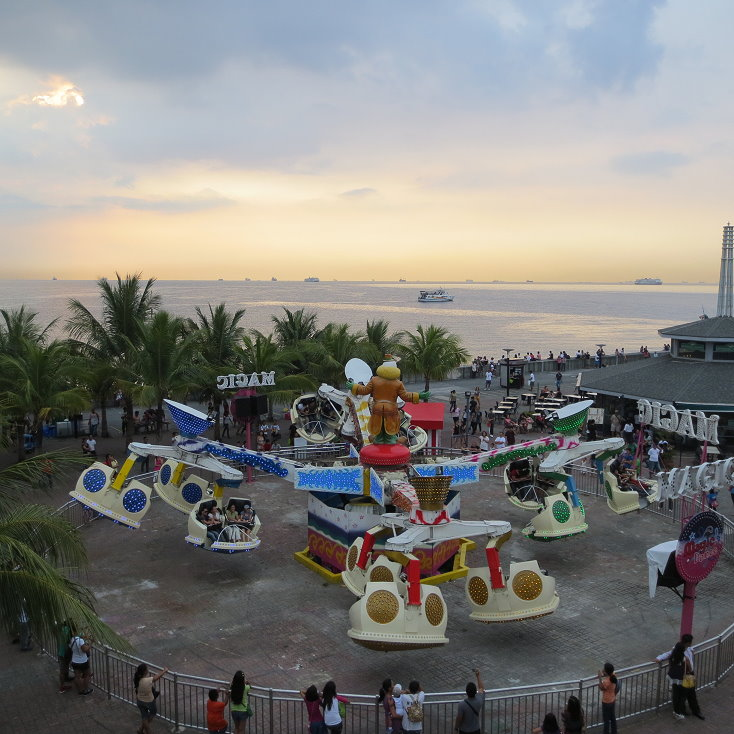
„SM by the bay“ mit der Manilabucht im Hintergrund